# Jutta Jokiranta
Jutta Maria Jokiranta, née Miettinen le 14 avril 1971 à Salla, est une théologienne finlandaise et depuis 2018, professeure de bible hébraïque et d'études apparentées à l'université d'Helsinki.

## Biographie
Jutta Maria Miettinen est née le 14 avril 1971 à Salla.
Elle fut maître de conférence sur la bible hébraïque à l'université d’Helsinki et chercheuse universitaire à l'académie de Finlande.
Son domaine d'expertise est l'étude de Qumrân et le judaïsme du second temple. Elle est aujourd'hui responsable de l'équipe travaillant sur "la société et la région à l'époque du judaïsme du second temple" à l'académie de Finlande.
En juillet 2016 à Leuven, elle fut élue présidente de l'Organisation internationale pour l'étude de Qumrân (en) (IOQS).

## Ouvrages
- (en) Social Identity and Sectarianism in the Qumran Movement, Leiden, Brill, 2013 (ISBN 9789004238619)
- (en) Raimo Hakola, Jutta Maria Jokiranta, Sandra Huebenthal et Samuel Byrskog, Social Memory and Social Identity in the Study of Early Judaism and Early Christianity., Gœttingue, Vandenhoeck & Ruprecht, 2016, 311 p. (ISBN 978-3-525-59375-2, OCLC 960165325, lire en ligne)